# John Acea
John Acea, de son vrai nom John Adriano Acea, (Philadelphie, Pennsylvanie, 11 octobre 1917 - ? 25 juillet 1963) est un pianiste de jazz américain.

## Biographie
Il débute à la trompette vers la fin des années 1930 puis en tant que saxophoniste, et enfin pianiste. En 1946, de retour du service militaire, il fréquente le Minton's avec Eddie Lockjaw Davis, Cootie Williams. En 1950 il rejoint le big band de Dizzy Gillespie (1949-1950), puis en 1951, Illinois Jacquet. Il accompagne Dinah Washington, puis Cootie Williams et de nouveau Illinois Jacquet.
Le reste de sa carrière est obscur.
Il reste de lui quelques traces enregistrées avec Gillespie, Grant Green, Joe Holiday, James Moody, Joe Newman, Zoot Sims et Leo Parker. 

## Style
Son jeu est discret, mais empreint de swing  (utilisation  les block chords), influencé par Art Tatum et Bud Powell.